# Emilio Garcia

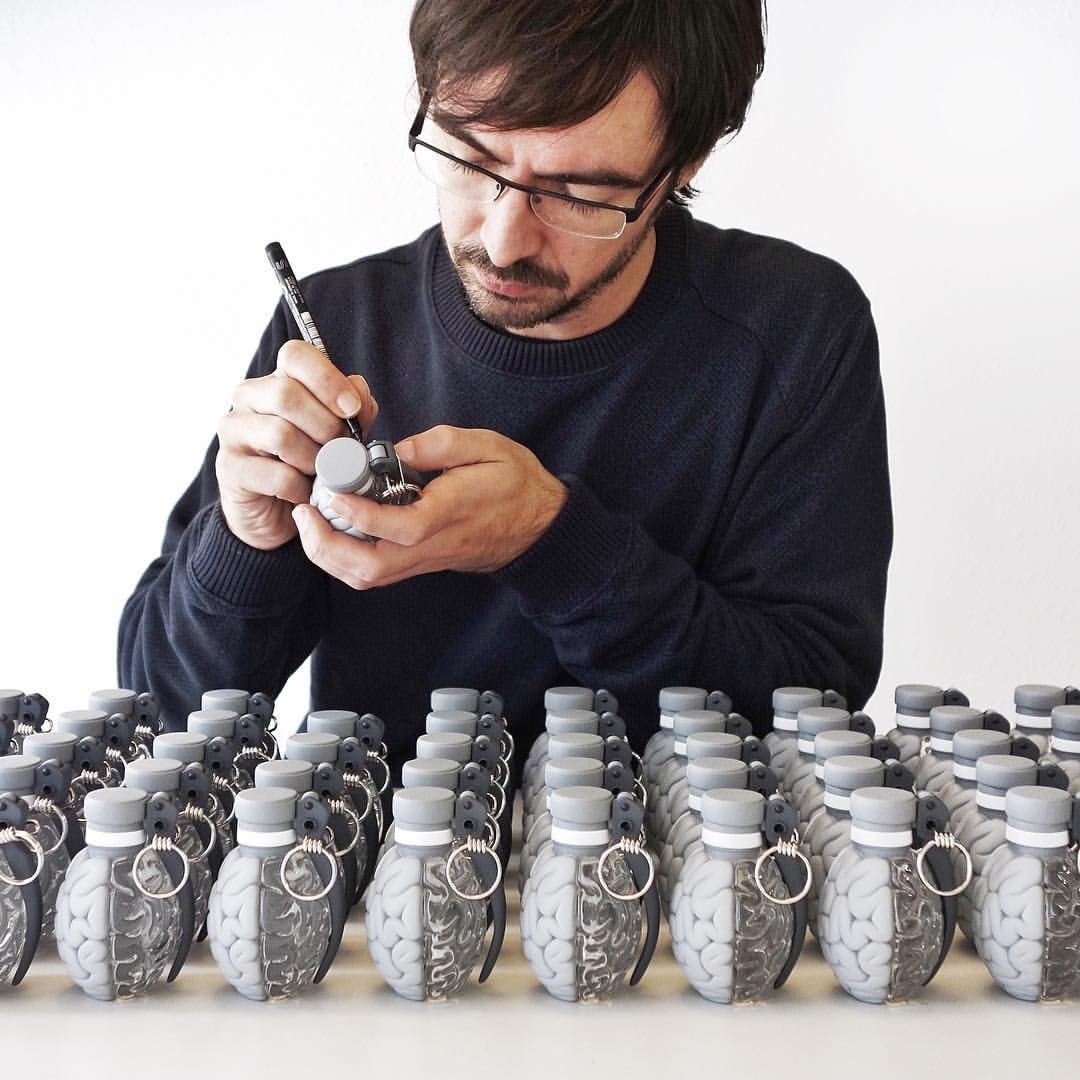
Emilio Garcia (2015)

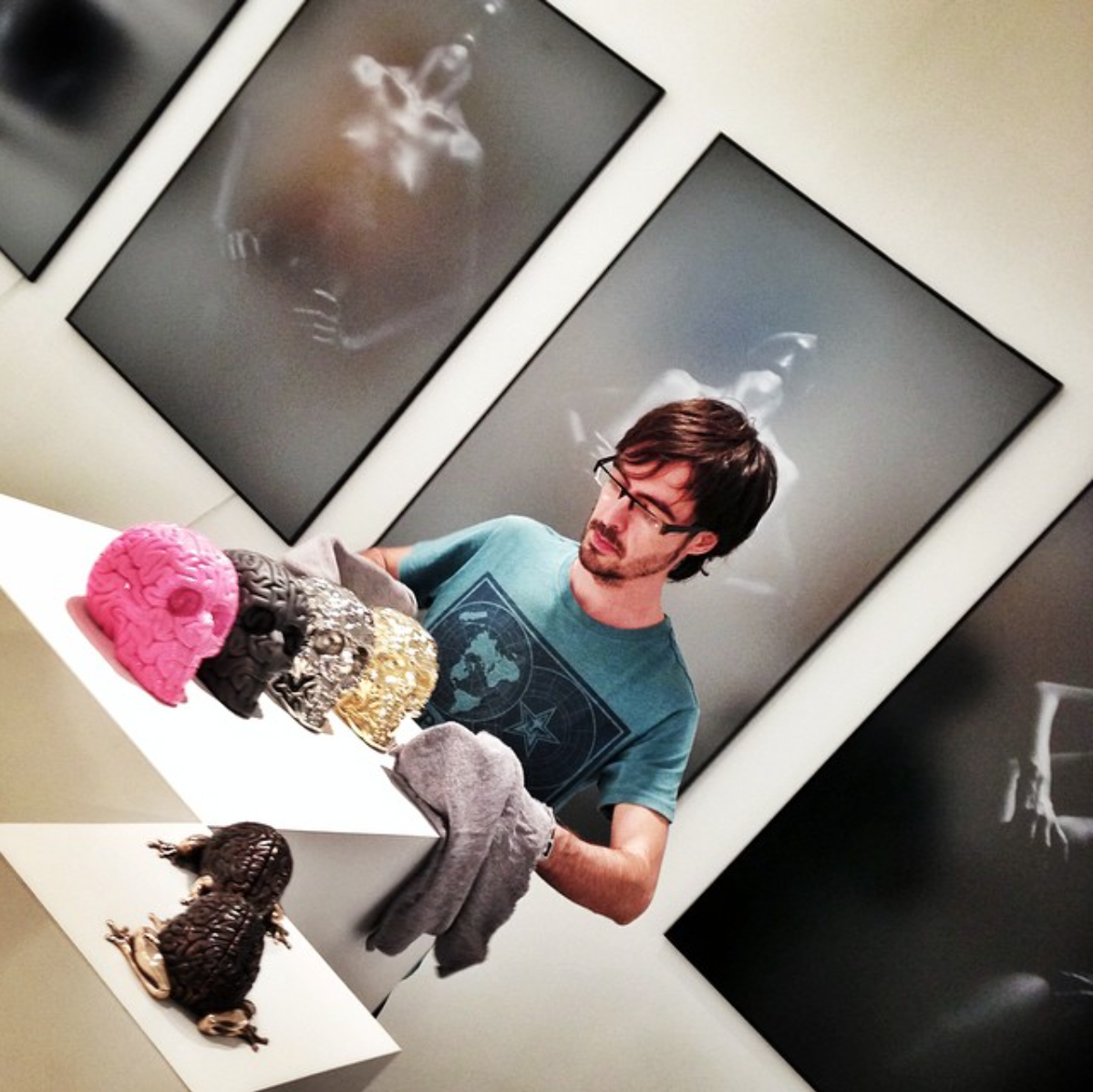
Emilio Garcia auf der CONTEXT Art Miami, 2012

Emilio Garcia (geboren am 22. Januar 1981 in Tarragona) ist ein spanischer Künstler und Unternehmer. Aufgewachsen zwischen seiner Heimatstadt El Vendrell und Barcelona, ist er hauptsächlich bekannt für seine „Jumping Brain“-Designer Toys.

## Biografie
Emilio Garcia, bekannt für seine gehirnähnlichen Skulpturen, wurde im Januar 1981 in Tarragona, Spanien, geboren. Fasziniert von kognitiver Entwicklung und Pop-Kultur, erforscht Emilio Garcia die Neuroplastizität des menschlichen Gehirns durch moderne, auffällige und ironische Skulpturen und Gemälde in lebhaften Farben.
1999 schloss er sein Grafikdesign-Studium an der Escola d'Art i Disseny in Tarragona ab. Während seines Studiums arbeitete Garcia bereits in diversen Zeichentrick-Studios in Barcelona im Entwurf und als Zeichner.
Nach dem Studium fing er an, freiberuflich als Art Director für bedeutende internationale Firmen wie Berlitz Corporation, Hitachi, Diesel, Inditex, Metro, Vans oder The North Face zu arbeiten, spezialisiert auf User Interface Design sowie Interactive Content.
Seine Arbeiten wurden mehrmals publiziert, unter anderem in „Web Design Index“-Büchern von Pepin Press & Agile Rabbit (2002–08) oder „Taschen’s 1000 Favorite Websites“ (2003).
Beunruhigt über die Digitalisierung unserer Gesellschaft, bemerkte er, wie er langsam das Feingefühl für seine Kultur zu verlieren schien. Als Reaktion darauf ließ er 2008 seine Multimedia-Karriere hinter sich, um sich anderen Objekten zu widmen. Fasziniert von den gestalterischen Möglichkeiten der plastischen Kunst, startete er sein eigenes Unternehmen als Produktdesigner, Bildhauer und Maler unter dem Namen The Secret Lapo Laboratories (auch bekannt als Lapolab.).

## Werke
Seine erste unabhängige Arbeit war das heute berühmte „Jumping Brain“, eine Kombination aus Gehirn und Frosch, inspiriert durch „wahre Überlieferungen der verrückten und lustigen Ideen, die die Leute hatten, um über die Berliner Mauer zu kommen“, wie er in einem Interview bekannt gab.
Seine ersten Skulpturen hatte er als Sonderserie mit limitierter Auflage selbst zu Hause kreiert und wurden mit der höchsten Auszeichnung der Plastic and Plush Toy Awards, in der Kategorie beste Bildhauerei 2008, prämiert.
In 2009 schloss er sich mit der Designer Toy Gesellschaft Toy2R zusammen, um seine Werke als Art Toy zu produzieren.
Diese einfache Idee mit ihrem schlichten, detaillierten Design und einem Hauch von Inspiration platzierte ihn in die Rangliste der meist gewählten Sammlerstücke und war sehr schnell ausverkauft.
Überdimensionierte „Jumping Brain“ Versionen aus Bronze wurden auf der "SCOPE Art Show 2011" sowie auf der „Swab Barcelona Contemporary Art Fair 2012“ verkauft, eben so waren sie Blickfang auf der „MIA Art Fair 2012“ in Miami. Mit seiner wachsenden künstlerischen Bedeutung und immer größerem Erfolg, erforscht Emilio weiter die Neuroplastizität des menschlichen Gehirns und stellt auf der „CONTEXT Art Miami 2012“ erstmals das „Skull Brain“ vor. Ein Jahr später wurde unter anderem eine überdimensionale Version des „Skull Brain“ auf der „Pulse Miami 2013“ ausgestellt.
Danach wurde er in allen möglichen Arten von urbanem Merchandising mit einbezogen, von Skate Decks und Kleidung bis zu Postern und vielem mehr, in Zusammenarbeit mit Großunternehmen wie Disney oder Chanel aber auch mit Künstlern wie Paul Frank oder Mark Ryden. Seine Werke wurden in Museen auf der ganzen Welt gezeigt wie in dem „Musée des Beaux Arts“ in Québec und dem „International Museum of Surgical Science“ in Chicago. Seither hat er viele weitere verspielte Gehirnskulpturen und Gemälde erstellt, wie die jüngsten Werke das „Sponge Brain“ und das „Brain Heart“, letzteres wurde auf der „Art Fair Tokyo 2016“ und der „Swab Barcelona Contemporary Art Fair 2016“ gezeigt.
2019 wurde seine Arbeit „Forbidden Brain“ mit dem Designer Toy Award ausgezeichnet. In dieser Arbeit behält er das Motiv des Gehirns bei und platziert es in einen transparenten Apfel, um damit auf spielerische Weise das Bild der verbotenen Frucht der Erkenntnis aus der christlichen Kunst des späten Mittelalters aufzugreifen.

## Veröffentlichungen
Die Werke von Emilio Garcia wurden in vielen Kunst-, Design- und Kulturmagazinen wie Clutter, Neo2 und Juxtapoz sowie in diversen Kunstkatalogen und Büchern wie „We are Indie Toys“ von HarperCollins ISBN 978-0-06-229343-5,[2] „Resin Toys“ von Lemo Editorial ISBN 84-941154-2-1 und "Skullture: Skulls in Contemporary Visual Culture" von Gingko Press ISBN 1-58423-613-2 veröffentlicht.
Emilio war auch Teil der Dokumentation "An Artisan Designer Toy" von Jose .M Cuñat & Victor M. Mezquida in 2014. In welcher er über sein Leben, Inspiration und seinen kreativen Verlauf sprach.

## Ausstellungen
- Block Mickey by Disney. Times Square, Hong Kong, 2009
- Swab Barcelona Contemporary Art Fair, Iguapop Gallery booth. Barcelona, Spain, 2010
- Street Anatomy, International Museum of Surgical Science. Chicago, USA, 2010
- Conjoined in 3D, Copro Gallery. Santa Monica, USA, 2011
- Art@HBM, Musée des Beaux Arts. Québec, Canada, 2011
- Brain Evolution, Toy Art Gallery. L.A., USA, 2011
- SCOPE Art Show, Black Square Gallery booth. Miami, USA, 2011
- Miami International Art Fair (MIA), Black Square Gallery booth. Miami, USA, 2012
- Jumping Brain Workshop and Lecture, Drexel University. Philadelphia, USA, 2012
- Emilio Garcia's OTIVM, Artoyz Gallery. Paris, France, 2012
- Toy'z Swab, Sotheby’s Beneficial Auction. Barcelona, Spain, 2012
- CONTEXT Art Miami, Black Square Gallery booth. Miami, USA, 2012
- At home I'm a tourist – Selim Varol Collection, CAC Málaga, Spain, 2013
- Face Off", International Museum of Surgical Science. Chicago, USA, 2013
- PULSE Miami, Black Square Gallery booth. Miami, USA, 2013
- HOCA Foundation Beneficial Auction, Paddle8, Hong Kong, 2015
- Art Fair Tokyo. JPS Gallery booth. Tokyo, Japan, 2016
- "Brain Being" solo show. JPS Gallery. Hong Kong, 2017